# Guillaume de Nassau-Hilchenbach
 (août 2023).
Si vous disposez d'ouvrages ou d'articles de référence ou si vous connaissez des sites web de qualité traitant du thème abordé ici, merci de compléter l'article en donnant les références utiles à sa vérifiabilité et en les liant à la section « Notes et références ».
 Guillaume de Nassau-Siegen  (13 août 1592 à Dillenburg – 18 juillet 1642 à Rheinberg) est comte de Nassau-Hilchenbach.

## Biographie
Guillaume est le quatrième fils de Jean VII de Nassau-Siegen (1561-1623) et son épouse Madeleine de Waldeck (1558-1599).
Il est élevé dans la foi réformée, et étudie à Heidelberg et Sedan. Il monte, après la mort de son frère aîné Adolphe, en 1608, à la deuxième place dans l'ordre de succession. Ainsi, après la mort de son père en 1623, il hérite du château de Ginsberg, d'Hilchenbach et d'autres lieux et devient le fondateur et le seul représentant de la ligne de Nassau-Hilchenbach. Il vit d'abord à Ginsberg, et à partir de 1623 à Hilchenbach.
Comme beaucoup de membres de sa famille, il participe à la révolte hollandaise et à la Guerre de Gradisca (1617) contre les Habsbourg et l'Espagne, où il reçoit le grade de maréchal. Dans les campagnes de 1629 et 1632 lors du Siège de Bois-le-Duc (1629) et du Siège de Maastricht (1632), il se distingue et devient gouverneur de Heusden et L'écluse. Lors de la tentative d'attaque sur Anvers, il est gravement battu dans la Bataille de Kallo (1638), dans lequel son fils unique, âgé de 17 ans, Maurice, est tué. Lors du siège de Gennep en 1641, il subit une grave blessure abdominale, dont il meurt un an plus tard. Il est enterré à Heusden.
Son demi-frère, le Prince Jean-Maurice de Nassau-Siegen hérita du Comté de Nassau, de ses possessions et ses titres.
Jean-Maurice de Nassau-Siegen surnommé "le Brésilien" pour le distinguer de Maurice de Nassau, son cousin, fils de Guillaume, Prince d'Orange, son grand-oncle, surnommé "le Taciturne", père de l'indépendance des Pays-Bas.
Il fut aussi successivement gouverneur d' Emmerik, Heusden et Sluis. Guillaume était le seigneur de Poederoijensitué sur la Meuse.

## Famille
Il épouse, le 17 janvier 1619 à Siegen Christine d'Erbach (1596–1646), fille de Georges III d'Erbach et ils ont les enfants suivants:
- Jean-Guillaume (1620–1623)
- Maurice (1621–1638)
- Marie-Madeleine de Nassau-Siegen (1623–1647), épouse en 1639 Philippe-Dietrich de Waldeck (1614–1695)
- Ernestine Julienne (1624–1634)
- Élisabeth-Charlotte de Nassau-Siegen (1626–1694), épouse en 1643 Georges-Frédéric de Waldeck (1620−1692)
- Hollandine (1628–1629)
- Wilhelmine-Christine de Nassau-Siegen (10 juin 1629 – 22 janvier 1707), mariée en 1660 à Josias II de Waldeck-Wildungen.